# Obůrky-Třeštěnec
Obůrky-Třeštěnec je přírodní památka severně od obce Moravské Knínice v okrese Brno-venkov. Nachází se v místní lokalitě Za Holou horkou. Jedná se o nevyužívaný zářez dálničního tělesa tzv. Hitlerovy dálnice. Kopec Holá horka tvoří ochranné pásmo rezervace. Severně od památky Obůrky-Třeštěnec se nachází přírodní památka Zlobice.
Důvodem ochrany je zachování přirozené biocenózy vlhkého až bažinatého charakteru s výskytem chráněných druhů rostlin, zejména vstavačů (pětiprstka hustokvětá a kruštík bahenní).
V roce 2021 bylo chráněné území znovu vyhlášeno, ze stávající přírodní rezervace se stala přírodní památka.

## Geologie
Památka se nachází v Jinačovickém prolomu, v tektonickém sedle mezi Trnovkou a Zlobicí. Na vápnitých jílech spodního badenu leží sprašový pokryv. Z půd je dno zářezu tvořeno skrývkovou antrozemí, na spraších se nachází černozem hnědozemní.

## Flóra
Vstavačovité rostliny zastupuje kruštík bahenní (Epipactis palustris), pětiprstka hustokvětá (Gymnadenia conopsea subsp. densiflora) a prstnatec pleťový (Dactylorhiza incarnata), z dalších orchidejí  bradáček vejčitý (Listera ovata), kruštík širolistý (Epipactis helleborine) a vemeník dvoulistý (Platanthera bifolia), z dalších rostlin je to hořec křížatý (Gentiana cruciata), hrachor chlupatý (Lathyrus hirsutus), kamejka lékařská  (Lithospermum officinale), oman vrbolistý (Inula salicina), ostřice Micheliova (Carex michelii), sítina Gerardova (Juncus gerardii), trličník brvitý (Gentianopsis ciliata), ze vzácných druhů jsou to dále divizna jižní rakouská (Verbascum chaixii Vill. subsp. austriacum) marunek barvířský (Cota tinctoria), prvosenka jarní (Primula veris), strdivka sedmihradská (Melica transsilvanica), vrbovka bahenní (Epilobium palustre), zdravínek jarní (Odontites vernus), v keřovém patru lze najít bez černý (Sambucus nigra), růži šípkovou (Rosa canina), vzácnější je růže vinná (Rosa rubiginosa). Ve stromovém pokryvu je to vzácný jeřáb břek (Sorbus torminalis), dále jsou zastoupeny borovice lesní (Pinus sylvestris), bříza bělokorá (Betula pendula), topol osika (Populus tremula) a vrby - vrba bílá (Salix alba), křehká (S. fragilis) a nachová (S. purpurea).

## Fauna
Ve vrbovém porostu byla zjištěna nesytka žlutobřichá (Synanthedon flaviventris), na osikách nesytka černohlavá (Sesia melanocephala), významně jsou zastoupeni modrásci: modrásek černolemý (Plebejus argus), modrásek jehlicový (Polyommatus icarus), modrásek jetelový (Polyommatus bellargus), modrásek kozincový (Glaucopsyche alexis) a modrásek štírovníkový (Cupido argiades), obojživelníky zastupuje ještěrka obecná (Lacerta agilis), z ptáků zde hnízdí např. ťuhýk obecný (Lanius collurio) a koroptev polní (Perdix perdix).